# Duri (Vorname)
Duri ist ein männlicher Vorname, der aus dem Rätoromanischen stammt und dem deutschen Vornamen Ulrich entspricht.

## Namensträger
- Duri Bezzola (Politiker, 1942) (* 1942), Schweizer Politiker (FDP), Nationalrat
- Duri Bezzola (Politiker, 1958) (* 1958), Schweizer Politiker (FDP), Grossrat in Graubünden
- Duri Camichel (1982–2015), Schweizer Eishockeyspieler
- Duri Campell (* 1963), Schweizer Politiker (BDP)
- Duri Champell (um 1510–um 1582), Schweizer Pfarrer, Chronist und Liederdichter, siehe Ulrich Campell
- Duri Sialm (1891–1961), Schweizer Komponist

- Clo Duri Bezzola (1945–2004), Schweizer Schriftsteller